# Línea Talavera de la Reina-Villanueva de la Serena

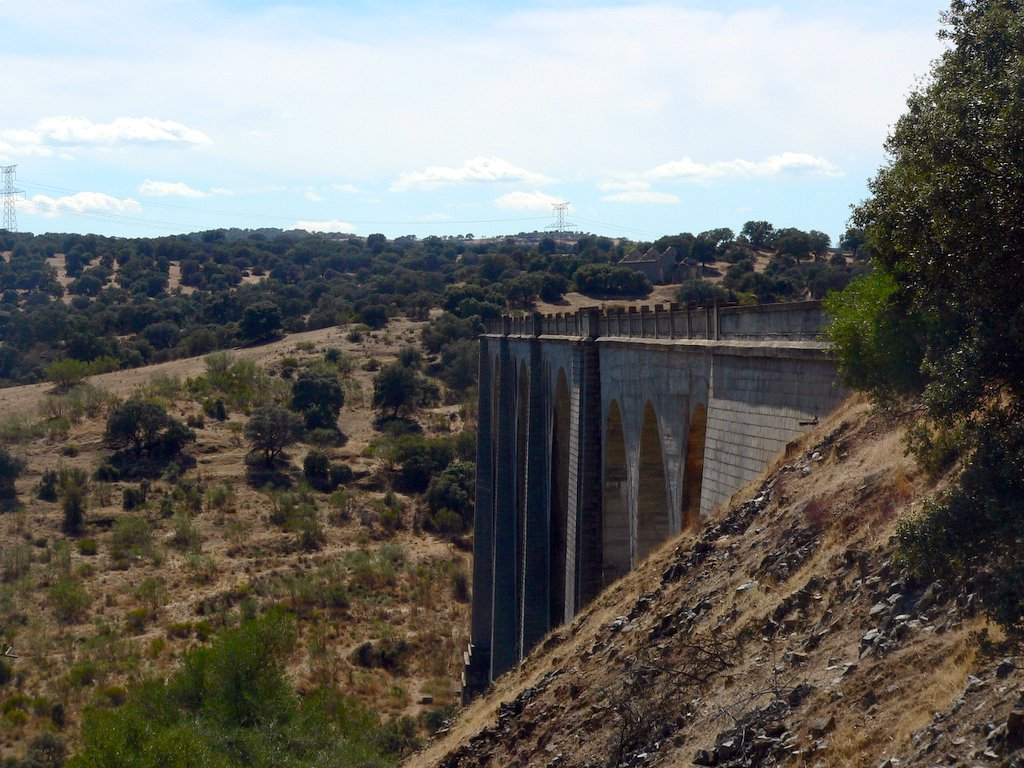
Vista del llamado «puente Amador» sobre el río Tajo, en 2006.

La línea Talavera de la Reina-Villanueva de la Serena fue un proyecto ferroviario español, de carácter radial, que debía enlazar entre sí las líneas Madrid-Valencia de Alcántara y Madrid-Badajoz a través de las provincias de Toledo, Cáceres y Badajoz. Las obras se iniciaron durante la dictadura de Primo de Rivera y debido a diversos factores se alargaron varias décadas, pero nunca llegaron a completarse en su totalidad. El proyecto quedó finalmente abandonado a comienzos de la década de 1960.
En la actualidad varios tramos del ferrocarril inconcluso se han convertido en vías verdes.

## Historia

### Orígenes y construcción
En 1924 se planteó la posibilidad de construir una línea férrea que uniese Zafra con Talavera de la Reina a través de Villanueva de la Serena, Logrosán, Puerto de San Vicente y Nava de Ricomalillo. En Talavera de la Reina enlazaría con la línea Madrid-Valencia de Alcántara, llegando así hasta la capital española. Las autoridades locales de las zonas que se beneficiarían de este proyecto se mostraron interesadadas en la idea y comenzaron a presionar en favor de su construcción. Los promotores de este trazado argumentaban que favorecería la riqueza agrícola y el desarrollo del turismo en aquellos territorios. En el Plan Preferente de Ferrocarriles de Urgente Construcción que aprobó la dictadura de Primo de Rivera en 1926, más conocido como el Plan Guadalhorce, se contempló la construcción de la línea Talavera de la Reina-Villanueva de la Serena.
En un principio hubo una propuesta para que el trazado empalmase con la línea Madrid-Badajoz en Almorchón, donde se iniciaba un ramal que iba hasta Córdoba. Finalmente se acordó que la línea llegase hasta la estación de Villanueva de la Serena.
El proyecto original, obra del ingeniero José Calabrús Risques, contemplaba que la línea férrea tuviera una longitud de 168 kilómetros y contase con una veintena de estaciones. El trazado también habría requerido de la realización de importantes obras de ingeniería por la complicada orografía de la zona, las cuales incluían trece puentes y viaductos o cuarenta y ocho túneles. Los trabajos de construcción, que se iniciaron en distintas fases entre 1928 y 1930, se dividieron en tres secciones:
- La primera sección, que iba desde Calera y Chozas a Puerto de San Vicente (59,4 km);
- La segunda sección, entre el Puerto de San Vicente y Logrosán (52,2 km);
- La tercera sección, entre Logrosán y Villanueva de la Serena (56,4 km).

En un principio las obras fueron a buen ritmo y en algunos puntos de la tercera sección se habían logrado finalizar la explanación del terreno y levantado los edificios de las estaciones. La parte más problemática estuvo en la segunda sección, donde la orografía de la zona presentaba un perfil muy complicado, lo que supuso que los trabajos avanzasen lentamente.
La caída de la dictadura de Primo de Rivera enero de 1930 y la llegada de la Segunda República en 1931 cambiaron la situación. El cambio de régimen —que revisó el Plan Guadalhorce— y la mala coyuntura económica de la época supusieron que muchos proyectos ferroviarios de la dictadura quedasen paralizados. En 1933 se reunió una asamblea de alcaldes de la zona para intentar que se reiniciara la construcción, pero fue en vano. En 1936 hubo un nuevo intento de reactivar las obras, nuevamente sin éxito. En 1940 se reanudó la contrata de obras, si bien esta sería rescindida por orden ministerial en enero de 1941. En esta decisión influyó la grave situación económica de la posguerra, quedando el proyecto detenido durante muchos años.

### Abandono del proyecto
A mediados de la década de 1950 desde el Ministerio de Obras Públicas se aprobaron los diferentes proyectos de terminación para este ferrocarril, tras lo cual se reiniciaron las obras. Los trabajos de construcción en la primera y en la segunda sección —especialmente en esta última— continuaron yendo muy retrasados respecto del proyecto original. Por contra, en la tercera sección (Villanueva de la Serena-Logrosán) las obras se habían completado y para 1956 se había tendido la vía. Este tramo —de 57 kilómetros— le sería entregado a RENFE en 1962, que llegó a adscribir personal a las instalaciones. Por sus vías circularían algunos trenes de mercancías de ámbito eminentemente local.

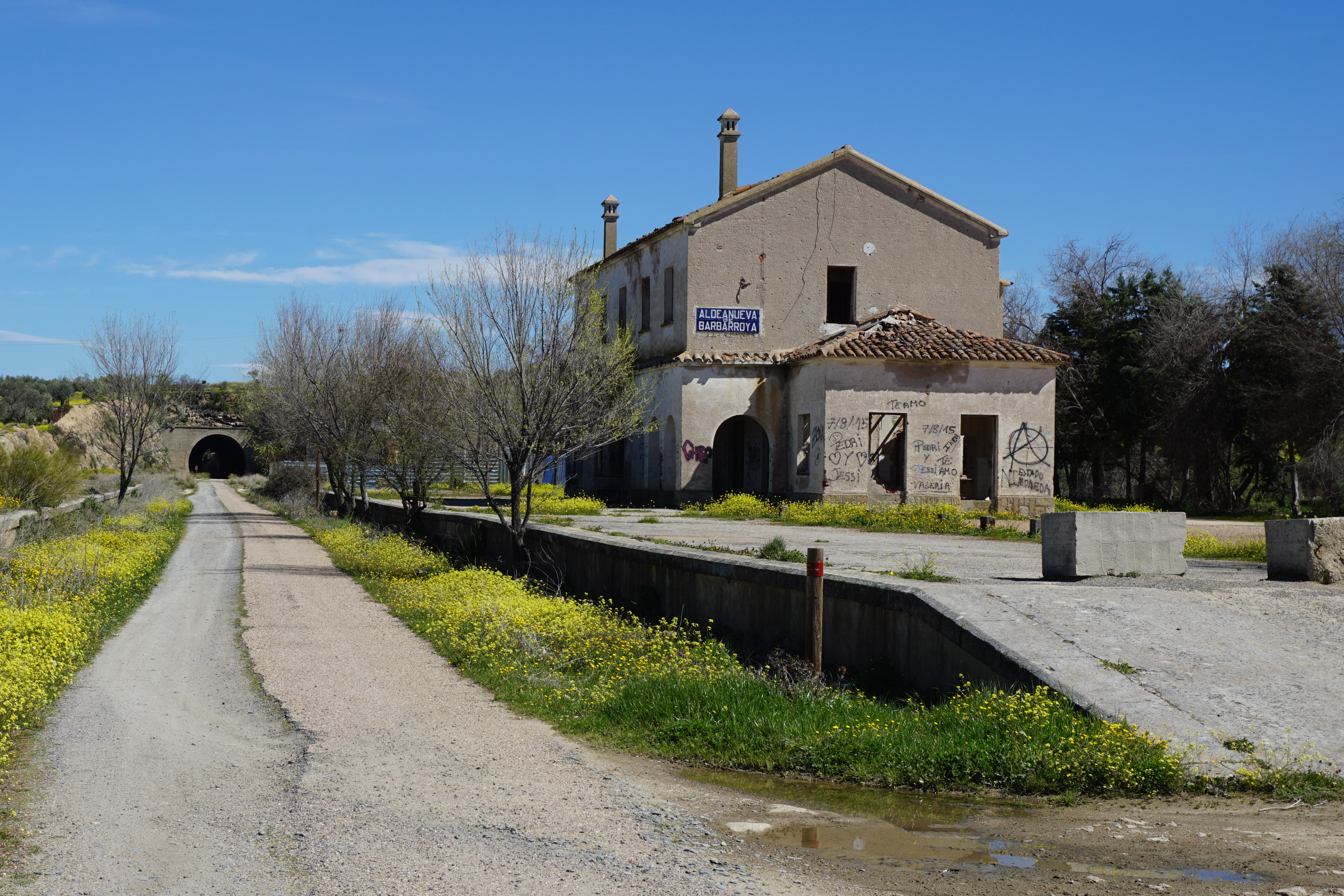
Edificio y andenes de la estación de Aldeanueva de Barbarroya (2018).

En 1962 el Banco Mundial elaboró un informe en el que recomendaba a España no proseguir con la construcción de nuevas líneas férreas y, por el contrario, centrarse en la mejora de la red ferroviaria ya existente. Las consecuencias de aquel informe no se hicieron esperar. Ese mismo año una Orden ministerial impuso el abandono de las obras, dando carpetazo definitivo al proyecto. En aquel momento en la primera sección se habían realizado las principales obras de infraestructuras y explanación del terreno. Los problemas más serios se encontraban en la segunda sección. En el tramo Puerto de San Vicente-Guadalupe el estado de las obras apenas había cambiado respecto a la situación de 1941, mientras que en el tramo Guadalupe-Logrosán los trabajos de infraestructuras se encontraban completados en un 80%. Los retrasos en esta zona fueron una de las justificaciones esgrimidas para el abandono del ferrocarril. 
Lo ocurrido con el resto del proyecto acabó condenando a la única sección que sí se había finalizado su construcción. En diciembre de 1964 se dispuso que el trazado no fuese abierto al tráfico de viajeros y algún tiempo después se decidió su cierre al tránsito de mercancías. El tramo Villanueva de la Serena-Logrosán fue clausurado el 1 de octubre de 1965, tras lo cual las infraestructuras quedaron abandonadas. La única infraestructura de todo el trazado que llegó a entrar en servicio fue la estación de Calera y Chozas, en enero de 1973. Las instalaciones, diseñadas en un principio como empalme de las líneas Madrid-Valencia de Alcántara y Talavera-Villanueva de la Serena, una vez inauguradas solo han sido una mera estación pasante.

## Reconversión en Vía Verde
El trazado Villanueva de la Serena-Logrosán estuvo inactivo y abandonado hasta mediados de la década de 1990, cuando se autorizó al levantamiento de las vías. Algunos años después se pusieron en marcha diversas iniciativas para tratar de reconvertir el fallido ferrocarril en una vía verde. El tramo entre Calera-Chozas y Minas de Santa Quiteria se convirtió en la vía verde de la Jara, de 52 kilómetros de longitud. Por su parte, el tramo Villanueva de la Serena-Logrosán fue rehabilitado como la Vía Verde de las Vegas del Guadiana y las Villuercas, de 56 kilómetros de longitud. Muchas de las proyectadas estaciones se encuentran abandonadas y sin uso. 